# Biserica de lemn din Cărmăzănești

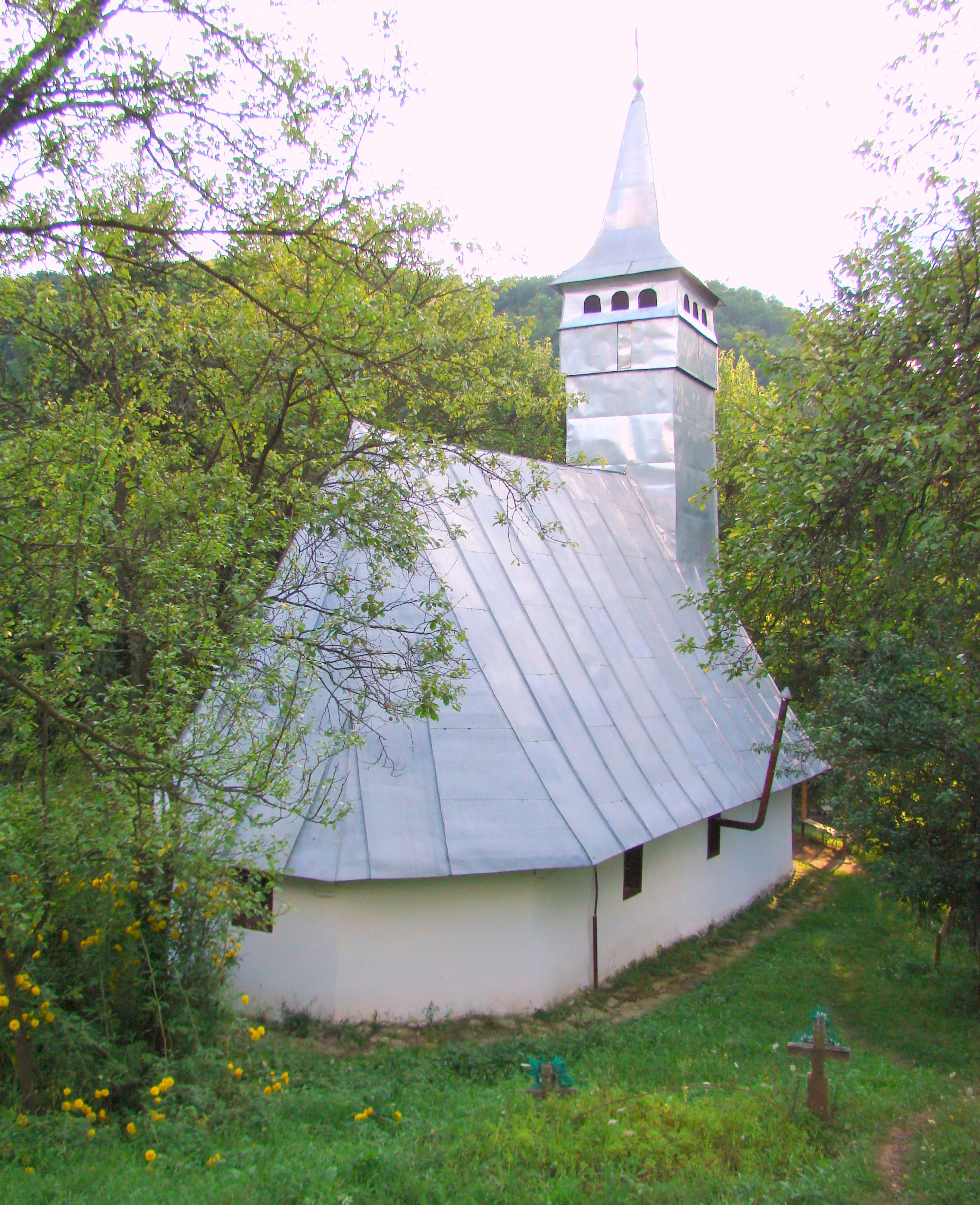
Biserica de lemn „Sfinţii Arhangheli” din Cărmăzăneşti, comuna Gurasada, județul Hunedoara, foto: august 2009.

Biserica de lemn din Cărmăzănești, comuna Gurasada, județul Hunedoara a fost ridicată în secolul XVIII (1725). Are hramul „Sfinții Arhangheli Mihail și Gavril” și figurează pe noua listă a monumentelor istorice,  HD-II-m-A-03286.

## Istoric
Satul Cărmăzănești este atestat documentar în anul 1486. Biserica are un plan dreptunghiular, cu capetele de est și vest nedrecoșate, poligonale, cu 3 laturi. Deasupra pronaosului se ridică clopotnița înaltă, suplă, cu foișor pe arcade și fleșă zveltă. În anul 1922 bârnele au fost cuprinse în tencuială, îngropându-se și ancadramentele, probabil cele originale, cu răboj scris și sculptat, din care s-a transmis, prin grija vârstnicilor, anul 1725. Clopotul cel mic „făcut în 1741 de George Nemeș" poate constitui astfel un element de datare ante quem, ca și antimisul de la Dionisie Novacovici, din 1762. Cu ani în urmă se mai puteau observa, pe bolta naosului, fâșii de pânză cu urme de culoare, vestigii ale picturii murale, atribuită lui popa Ioan Zugravul, care a semnat în 1773 registrul împărătesc al tâmplei.

## Galerie de imagini

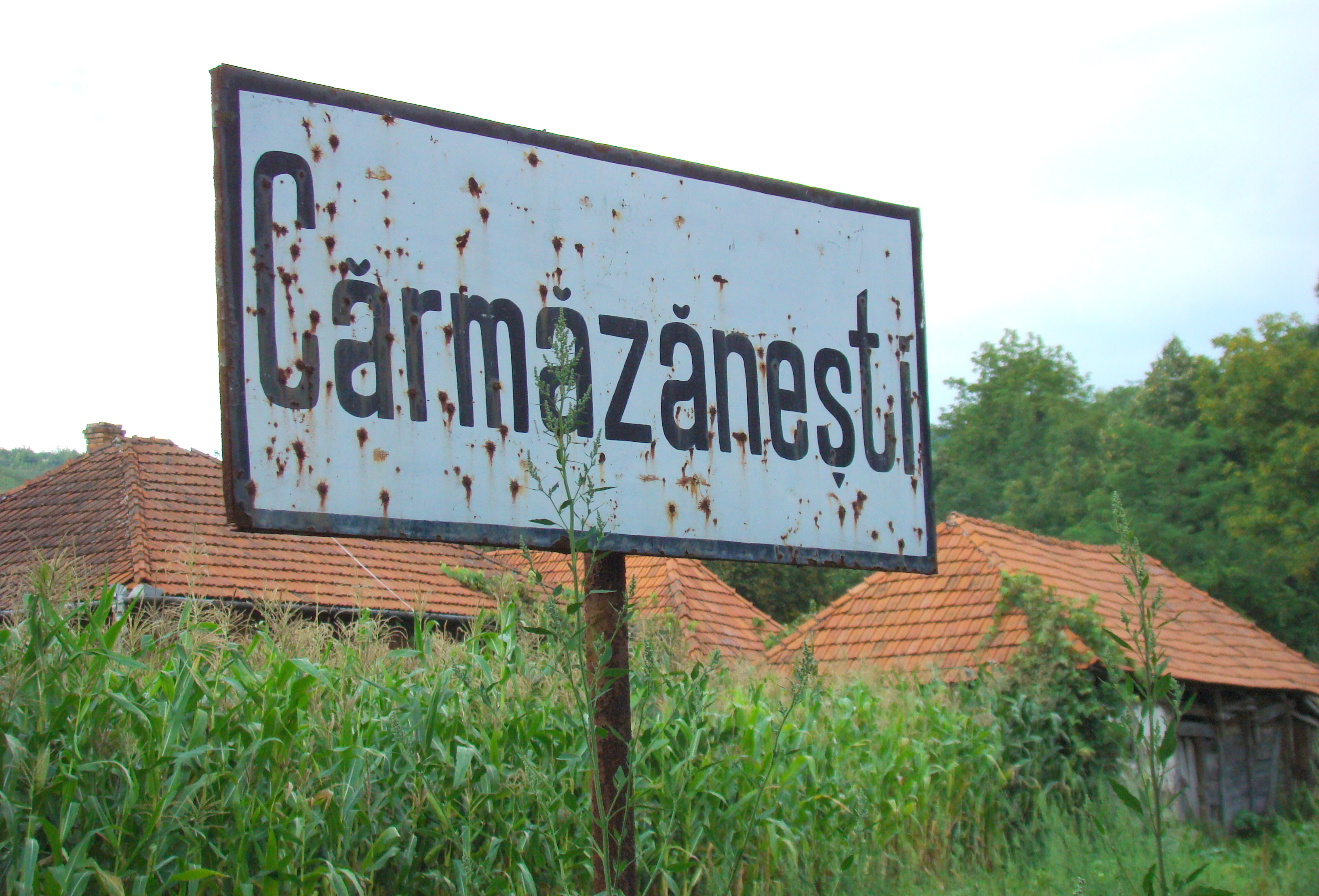
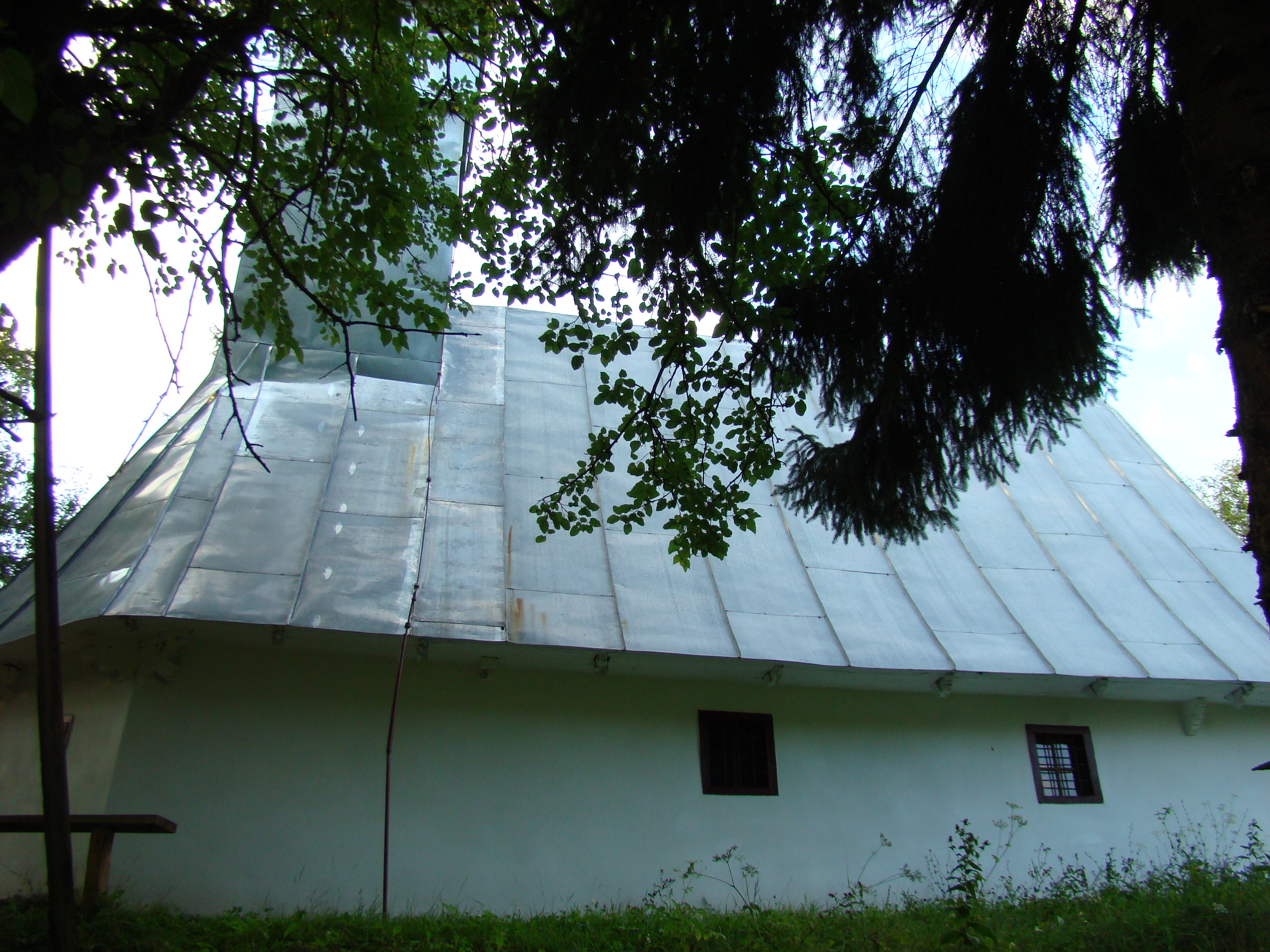
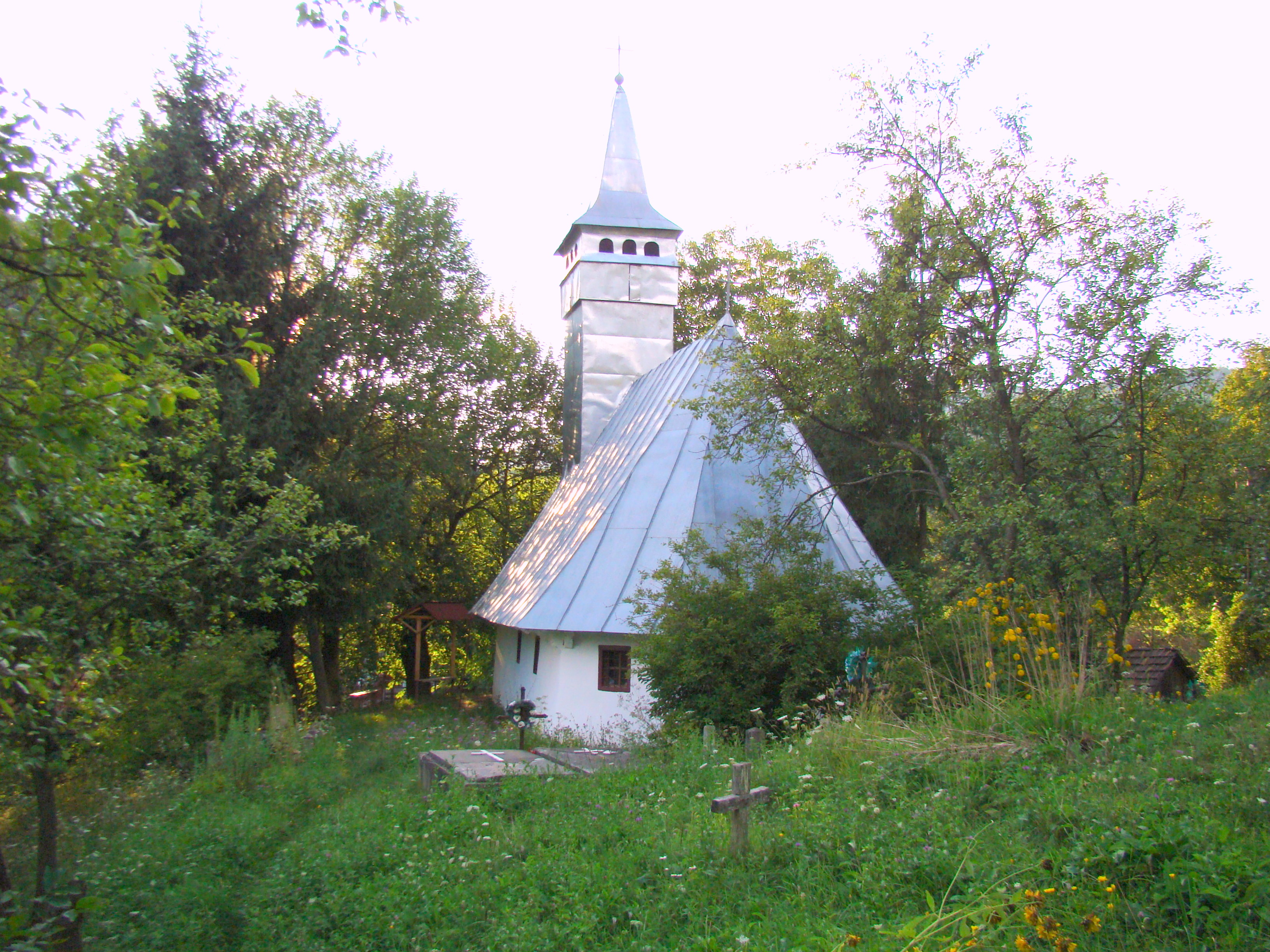
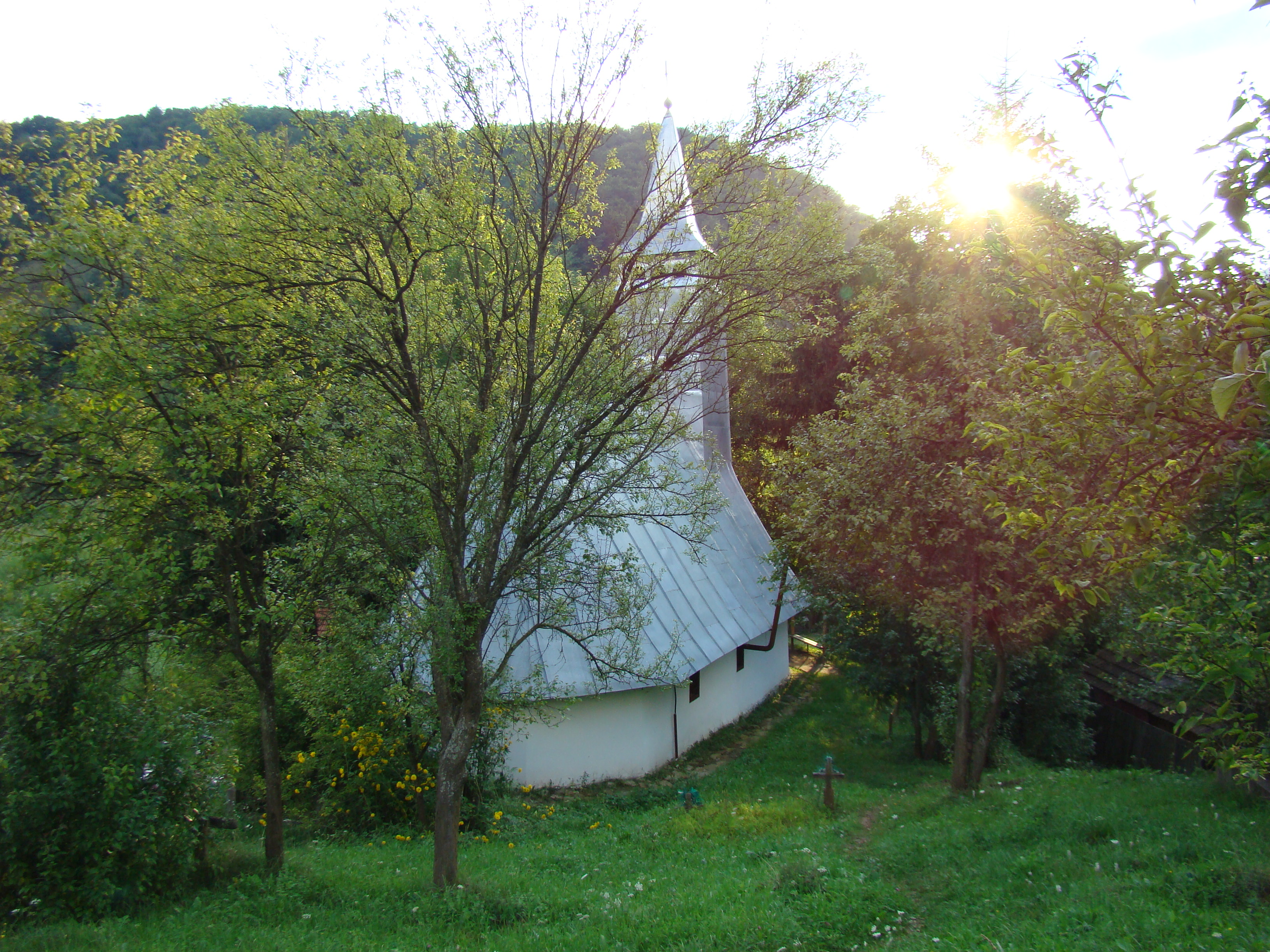
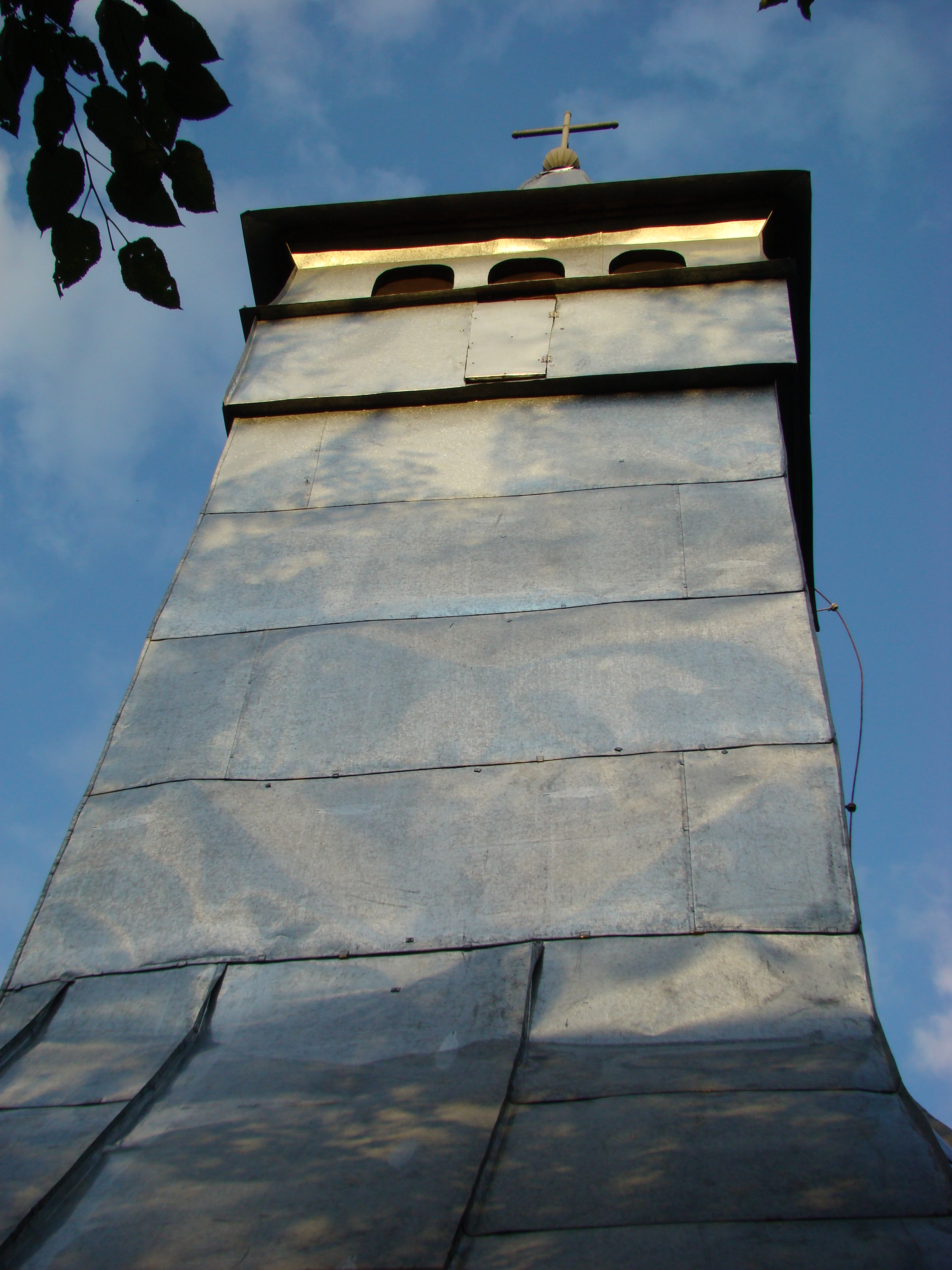
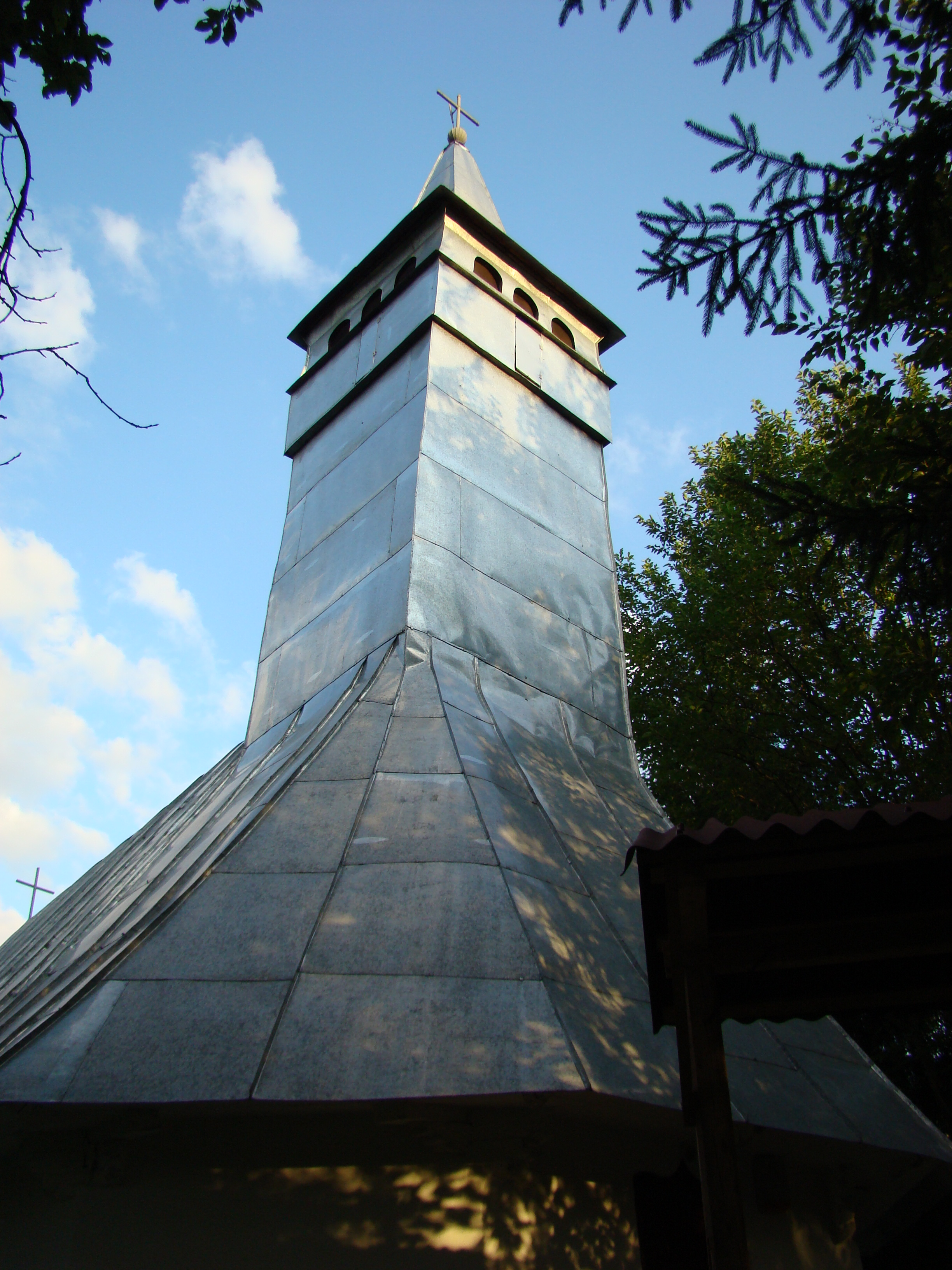
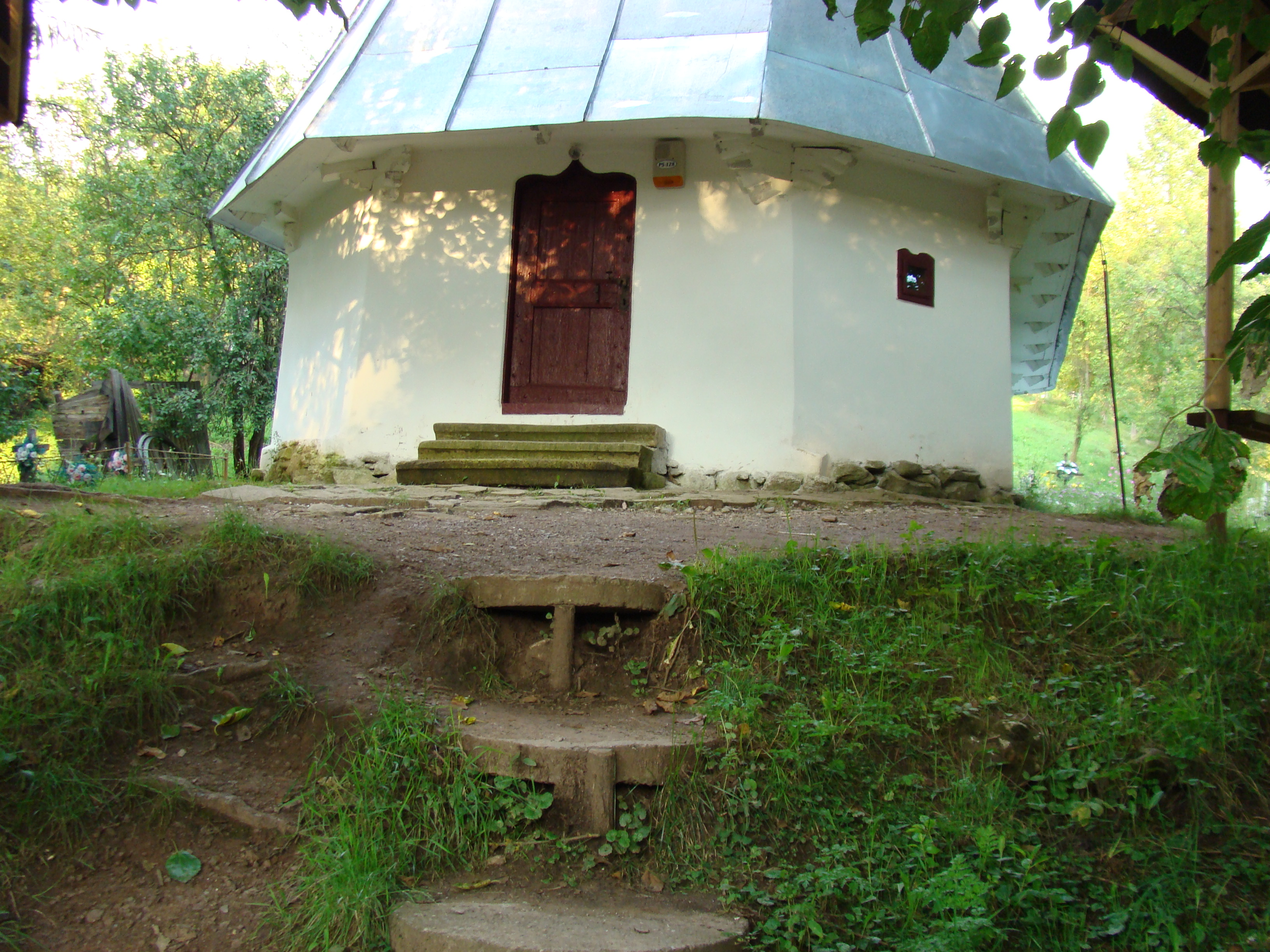
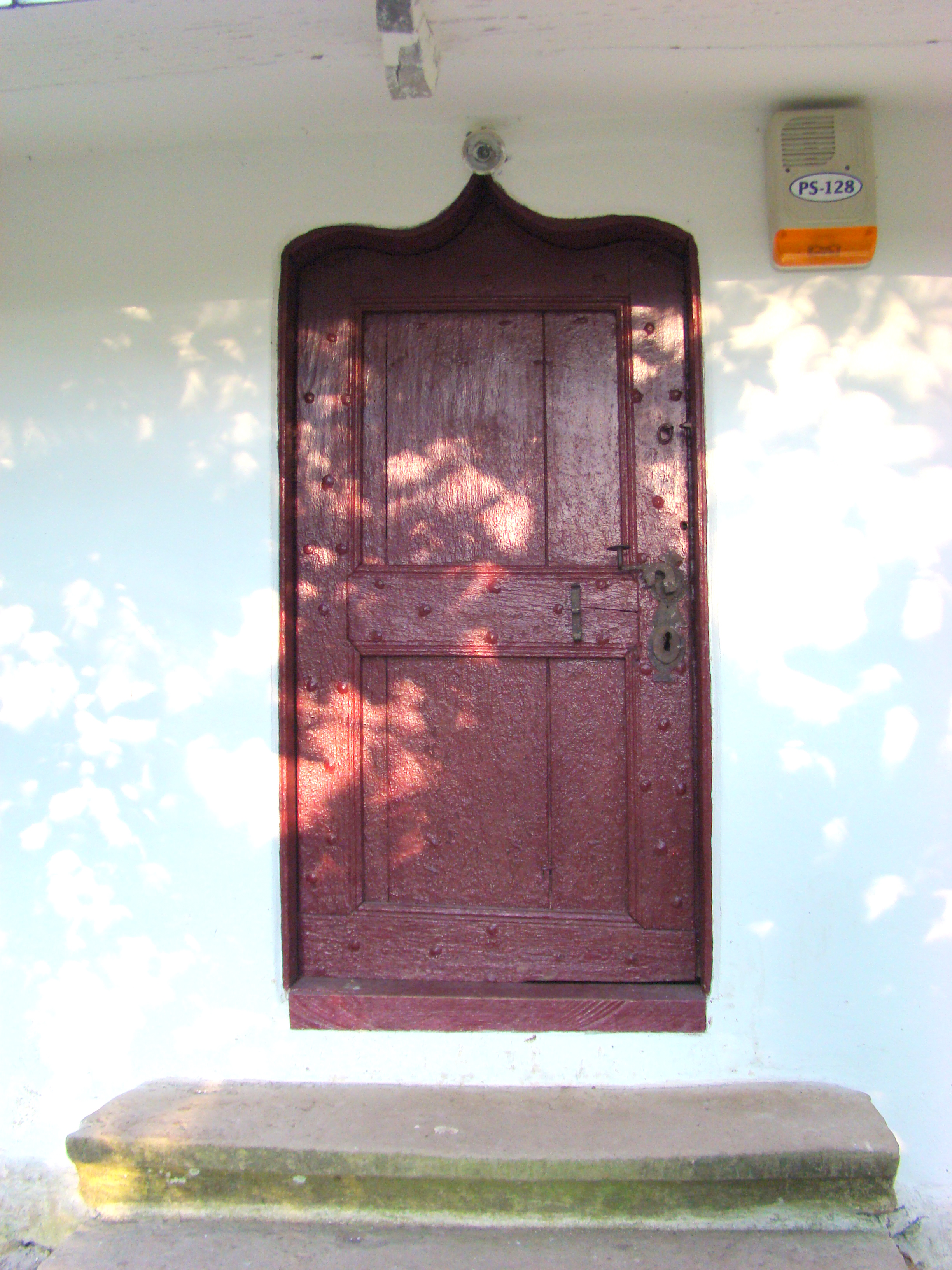
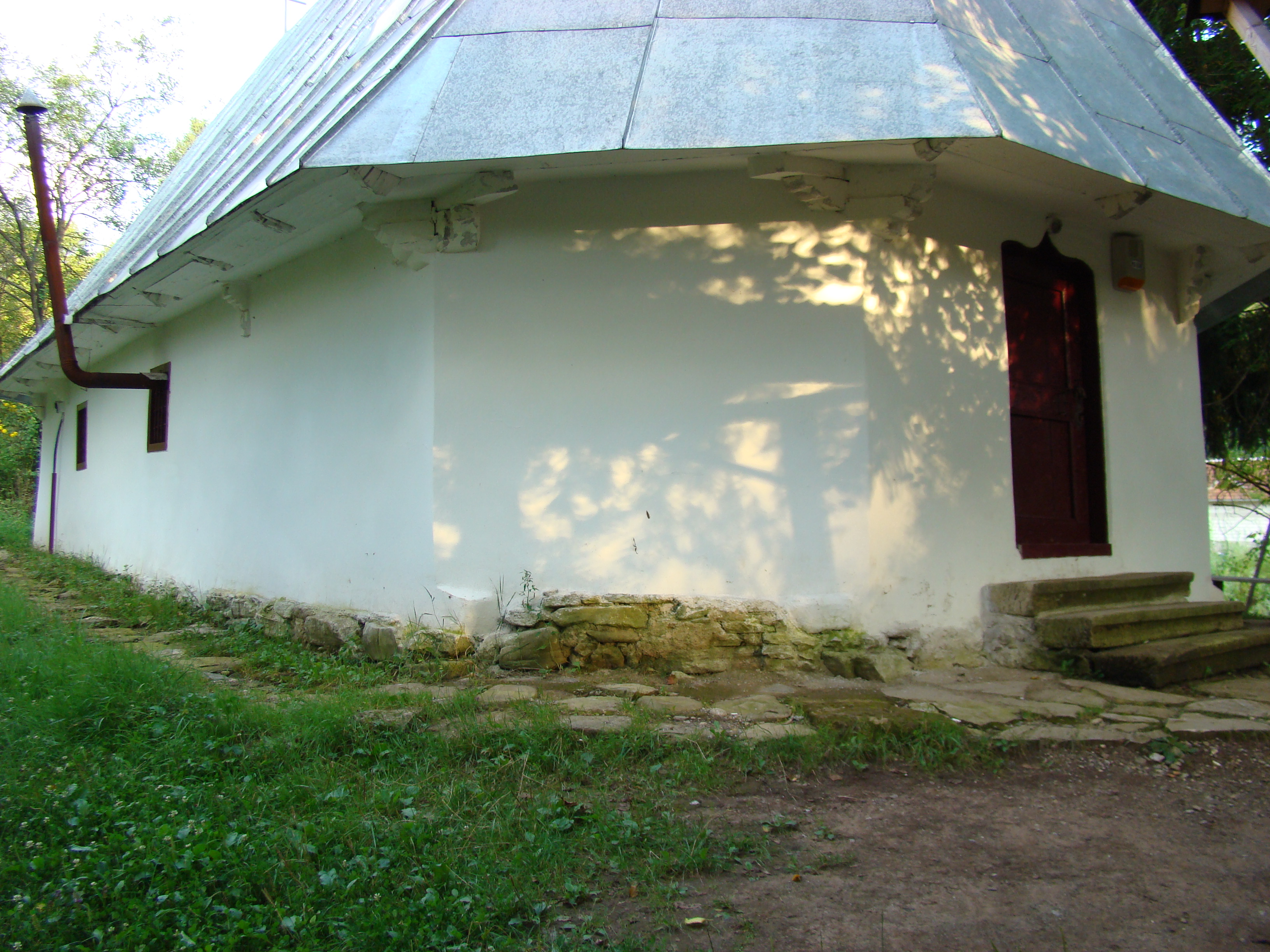
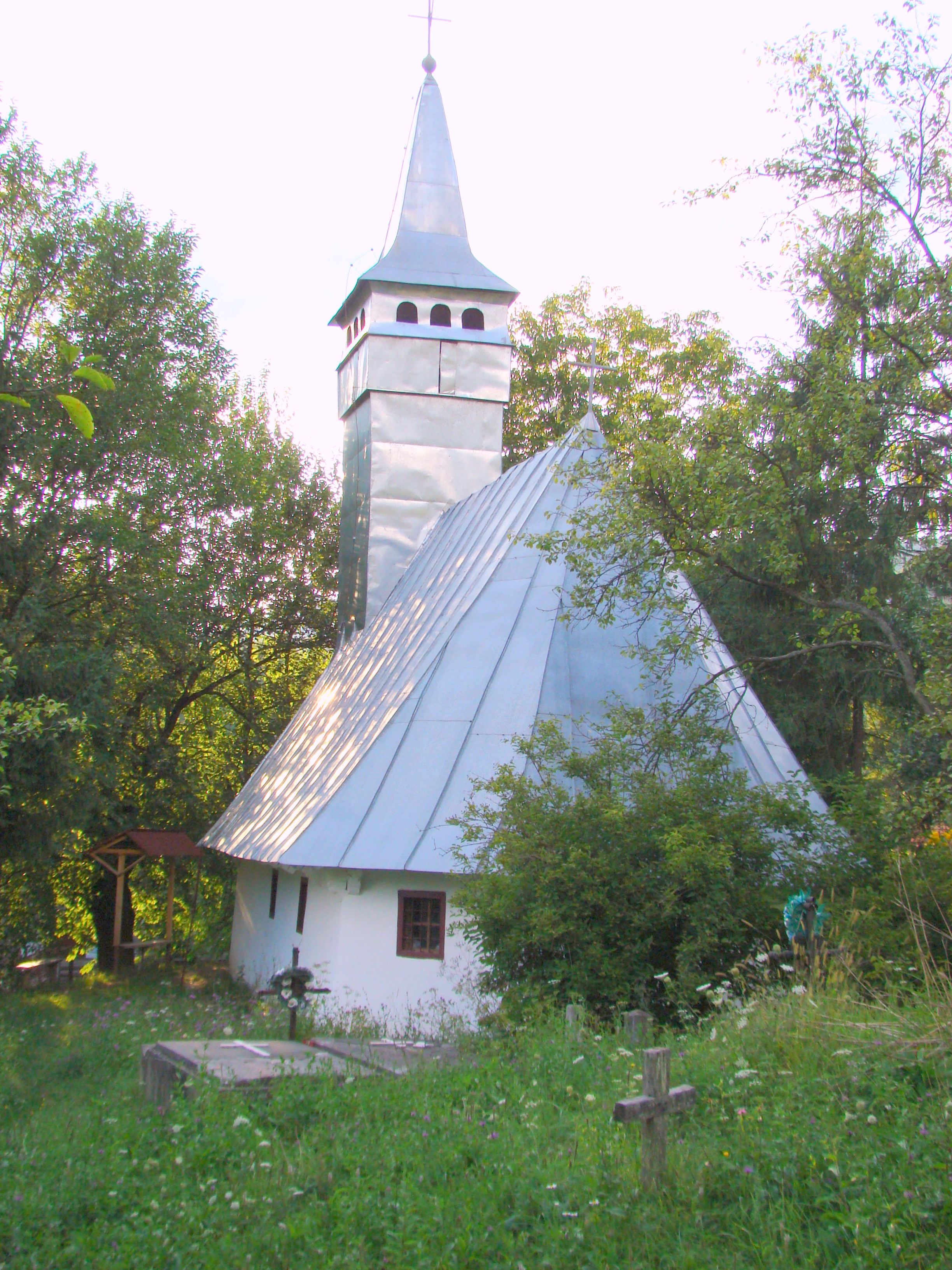
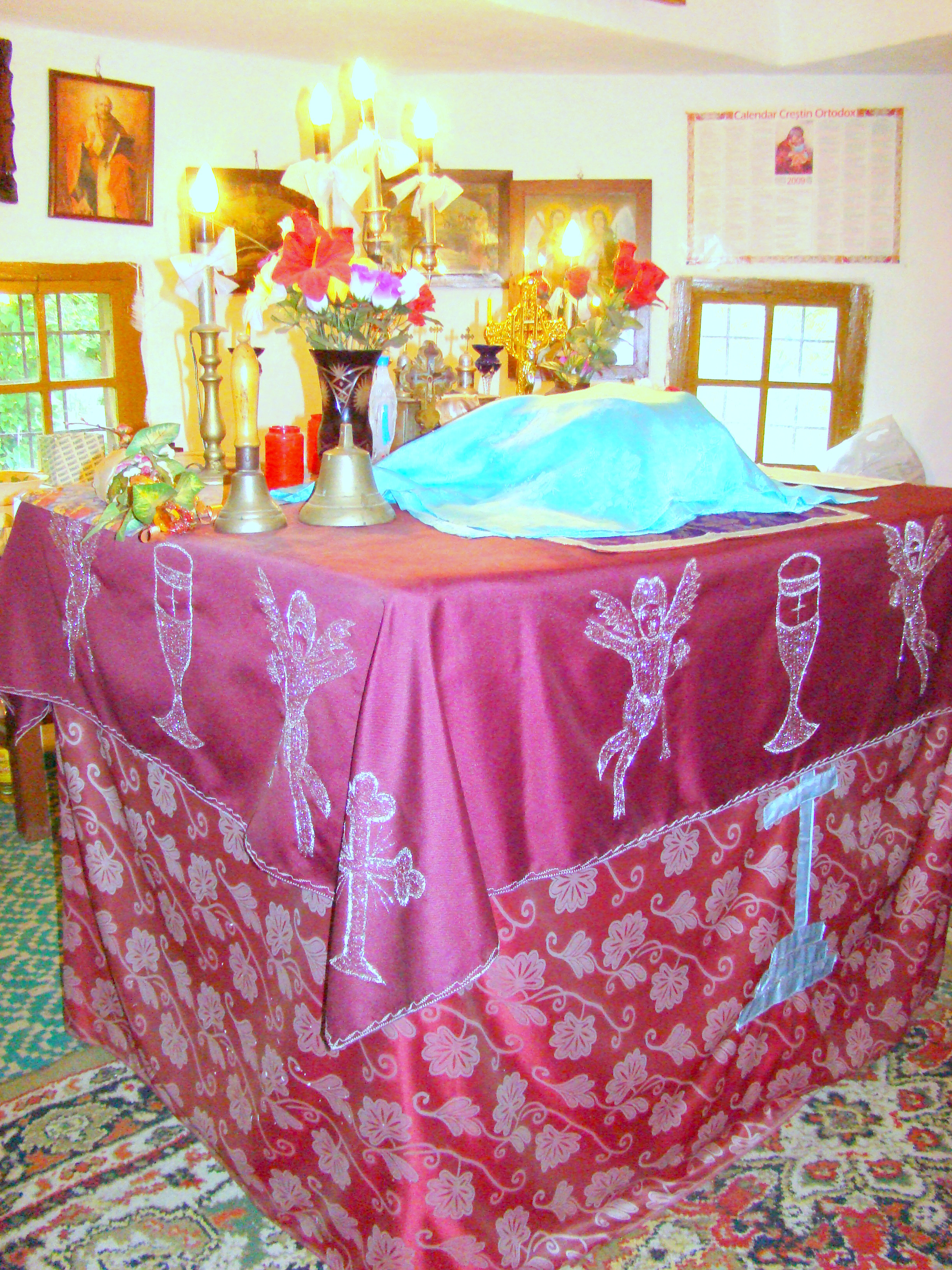
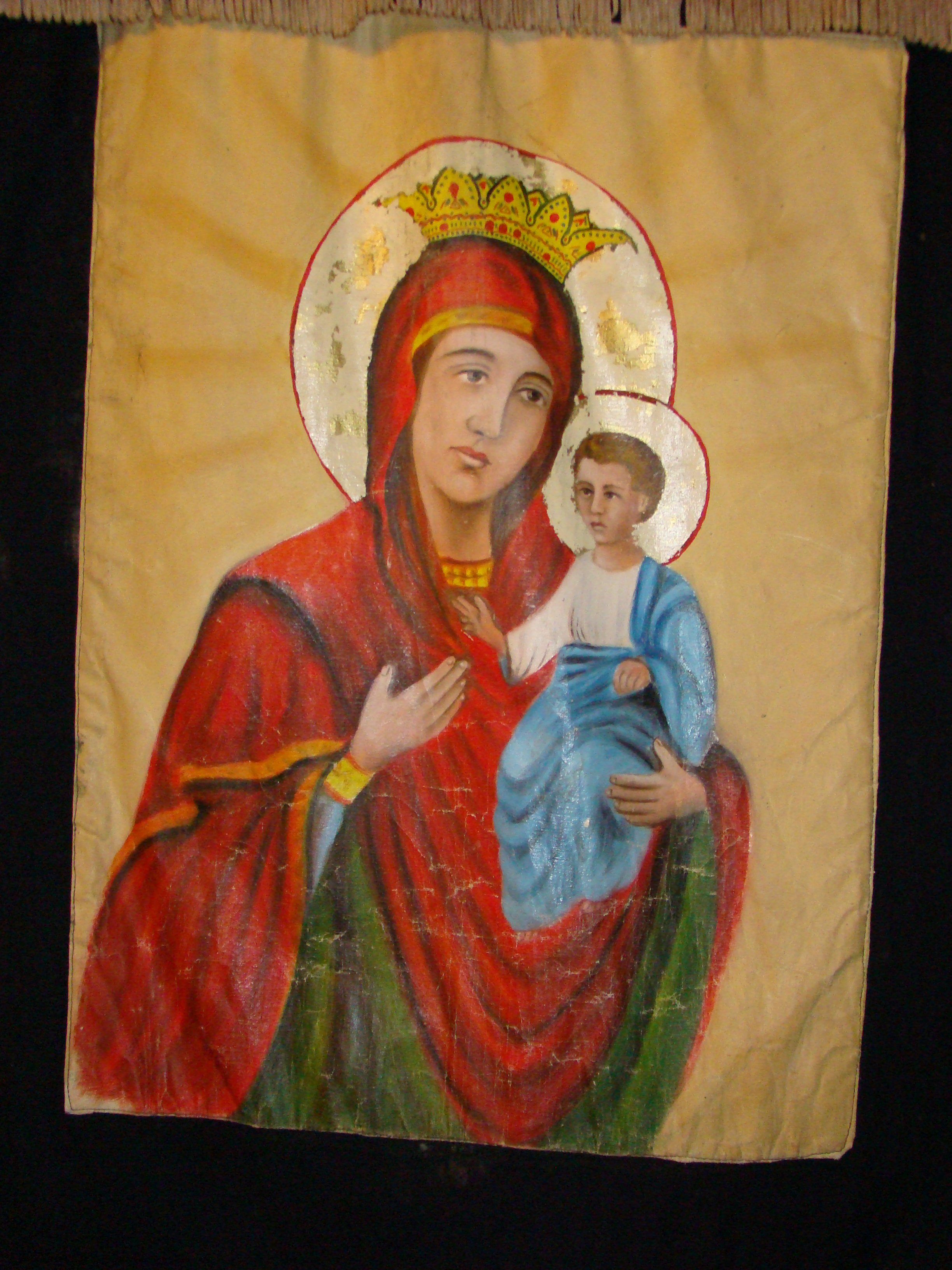
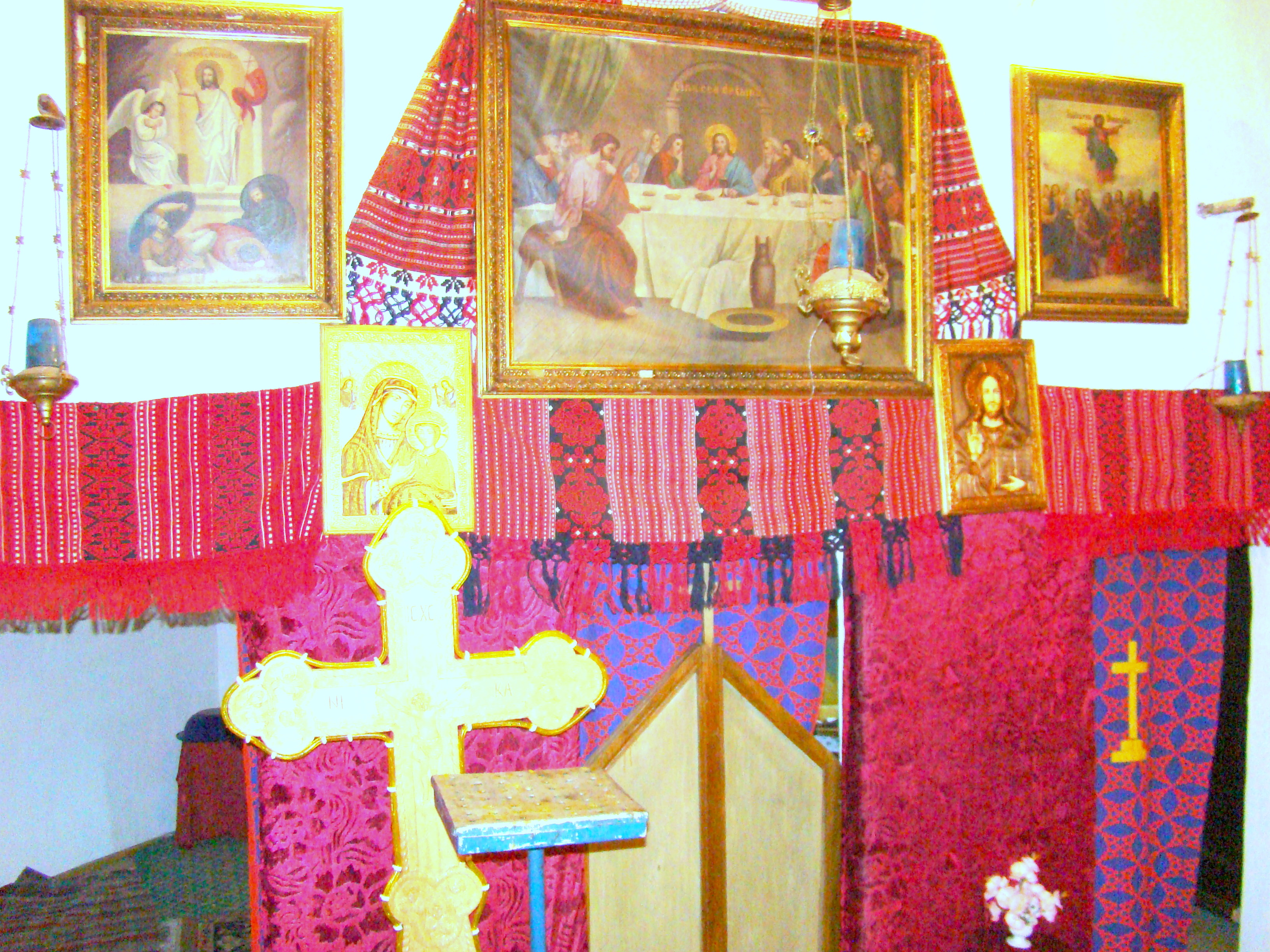
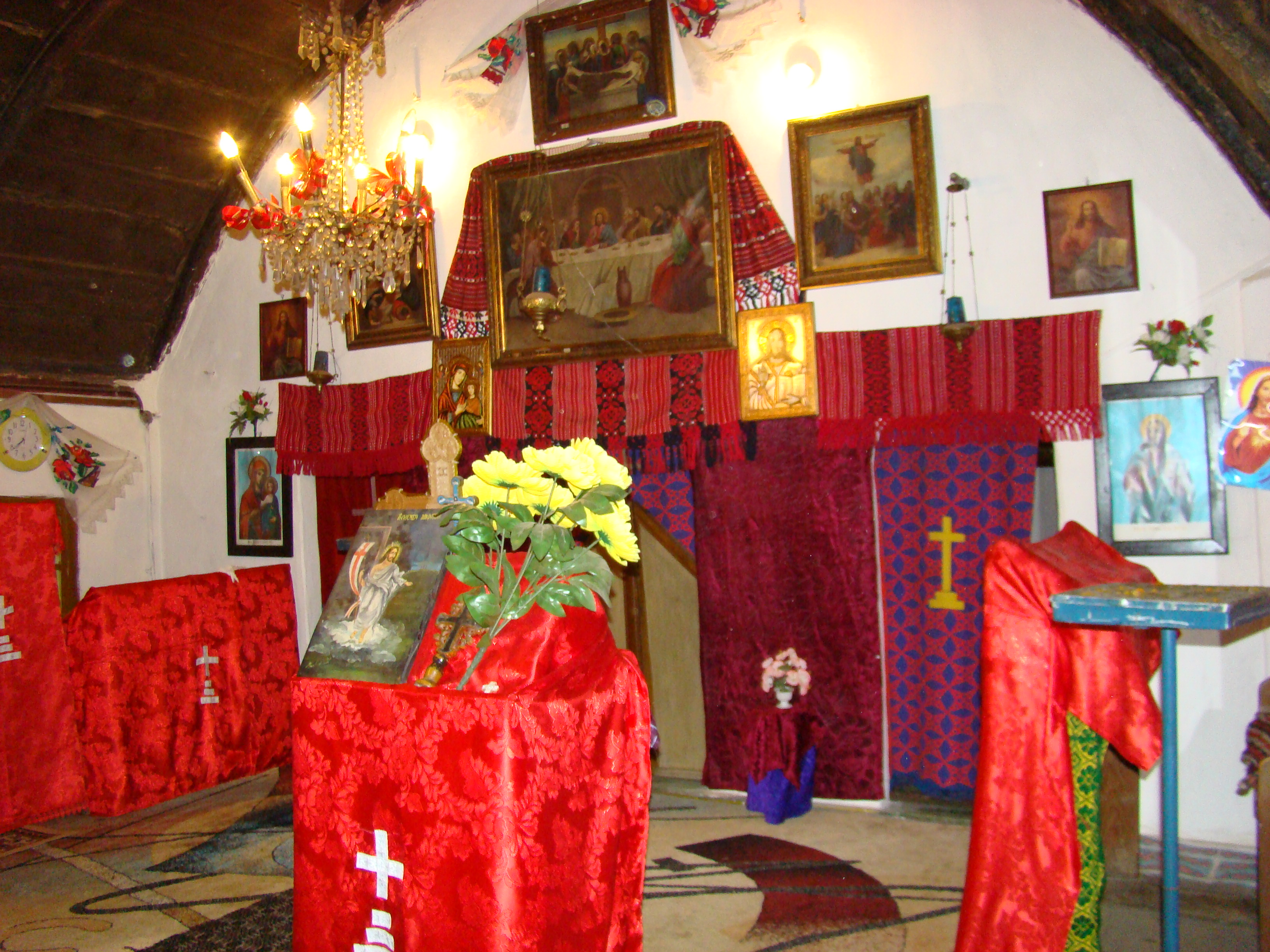
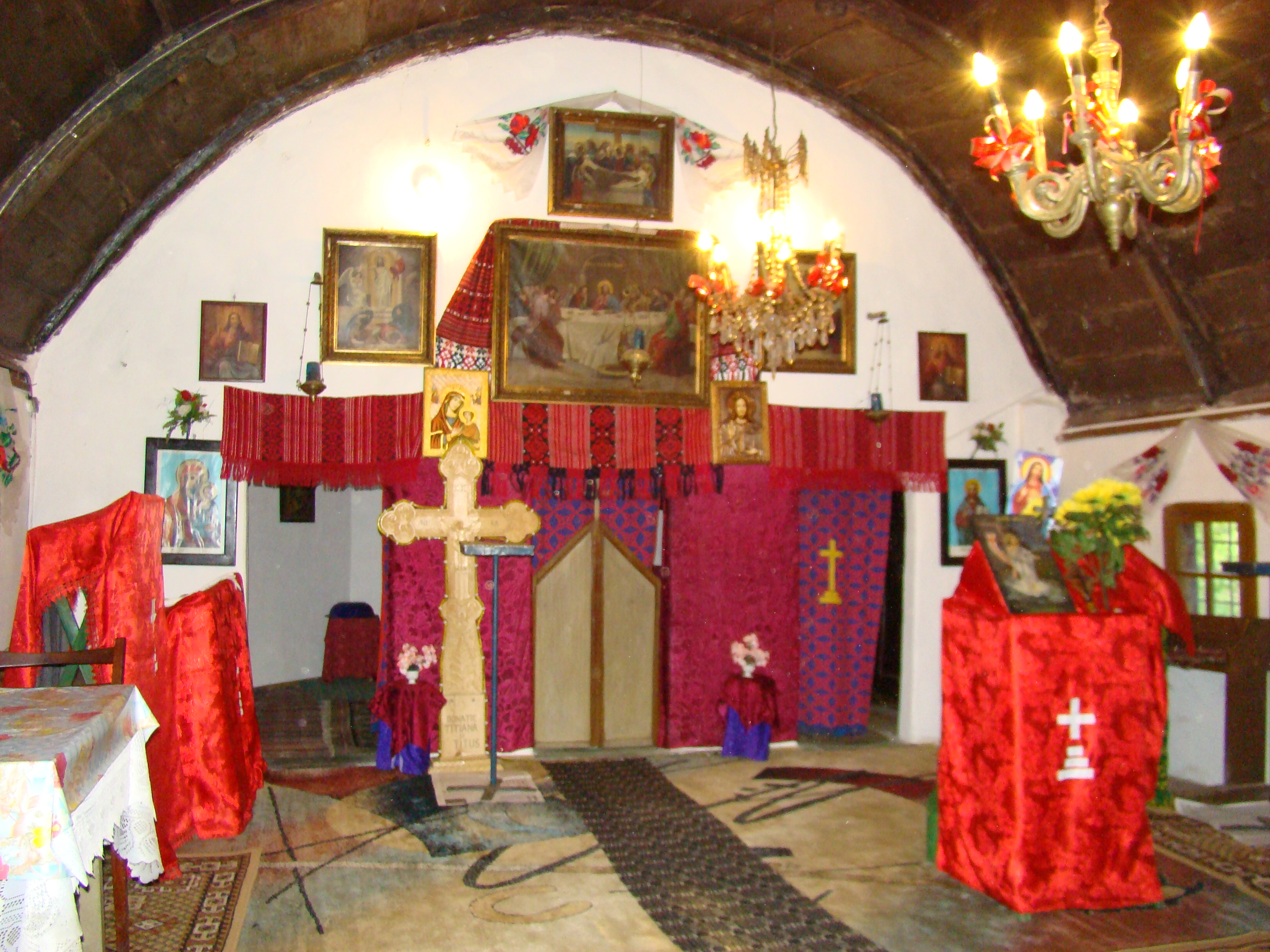
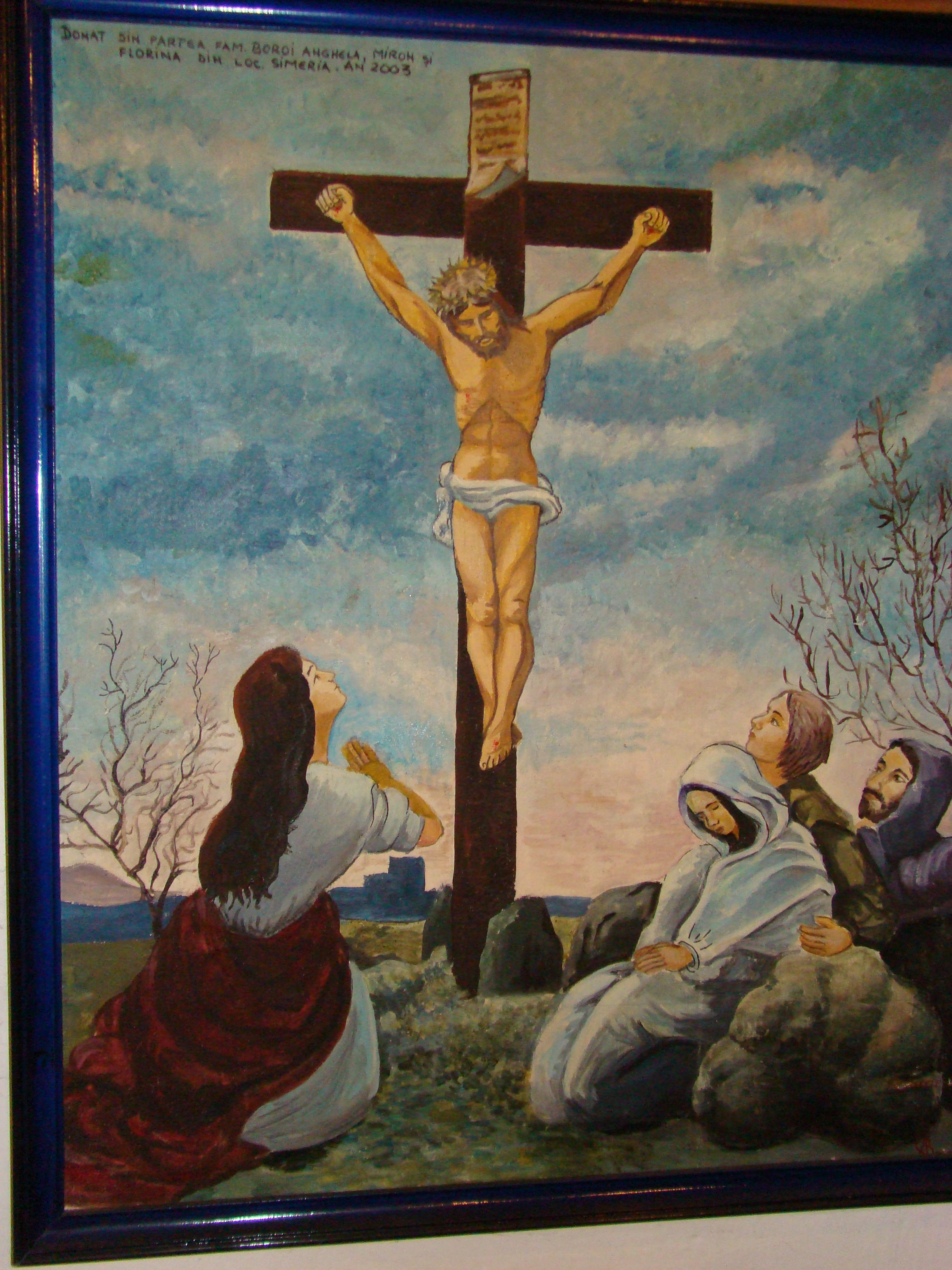
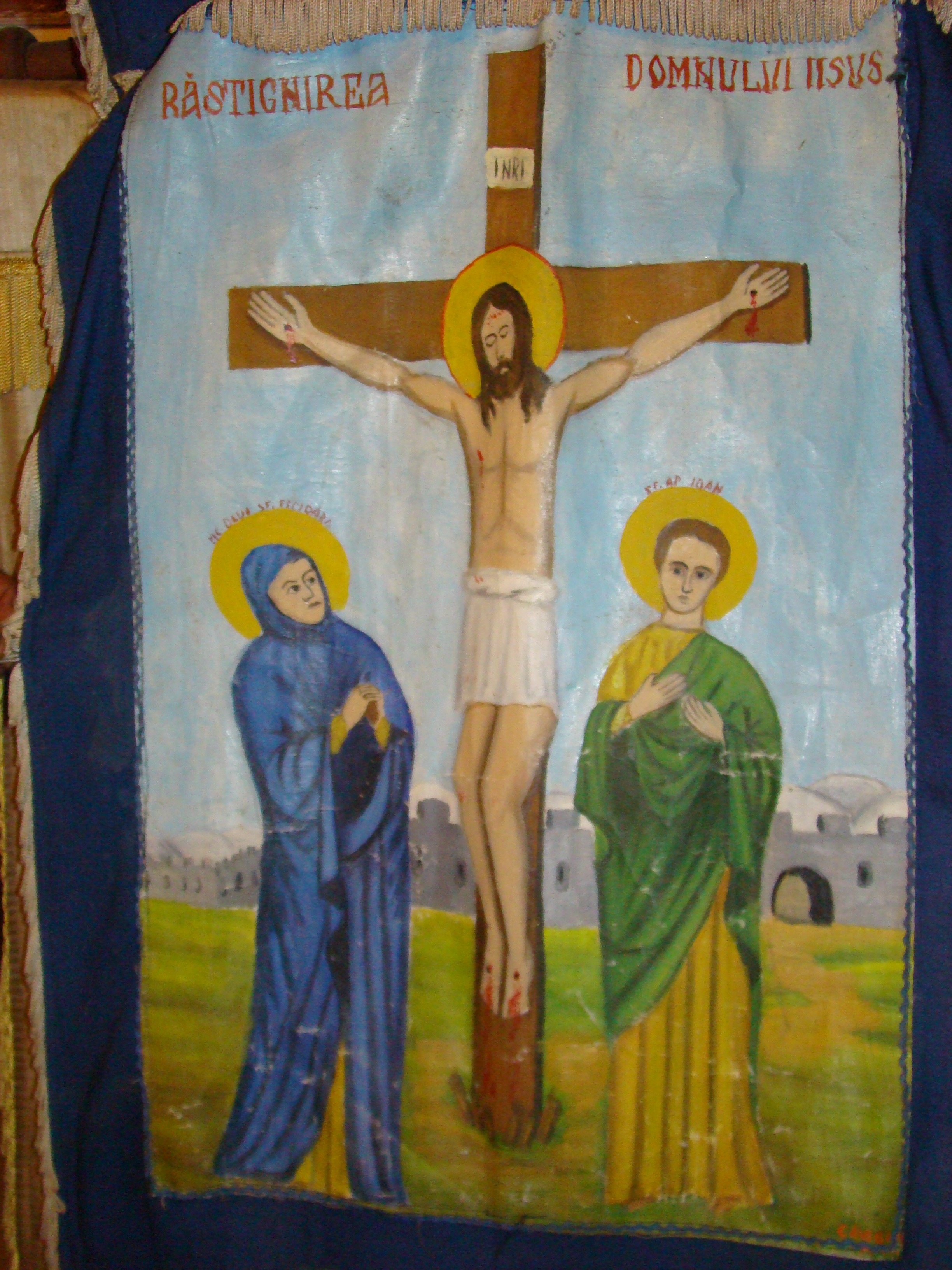
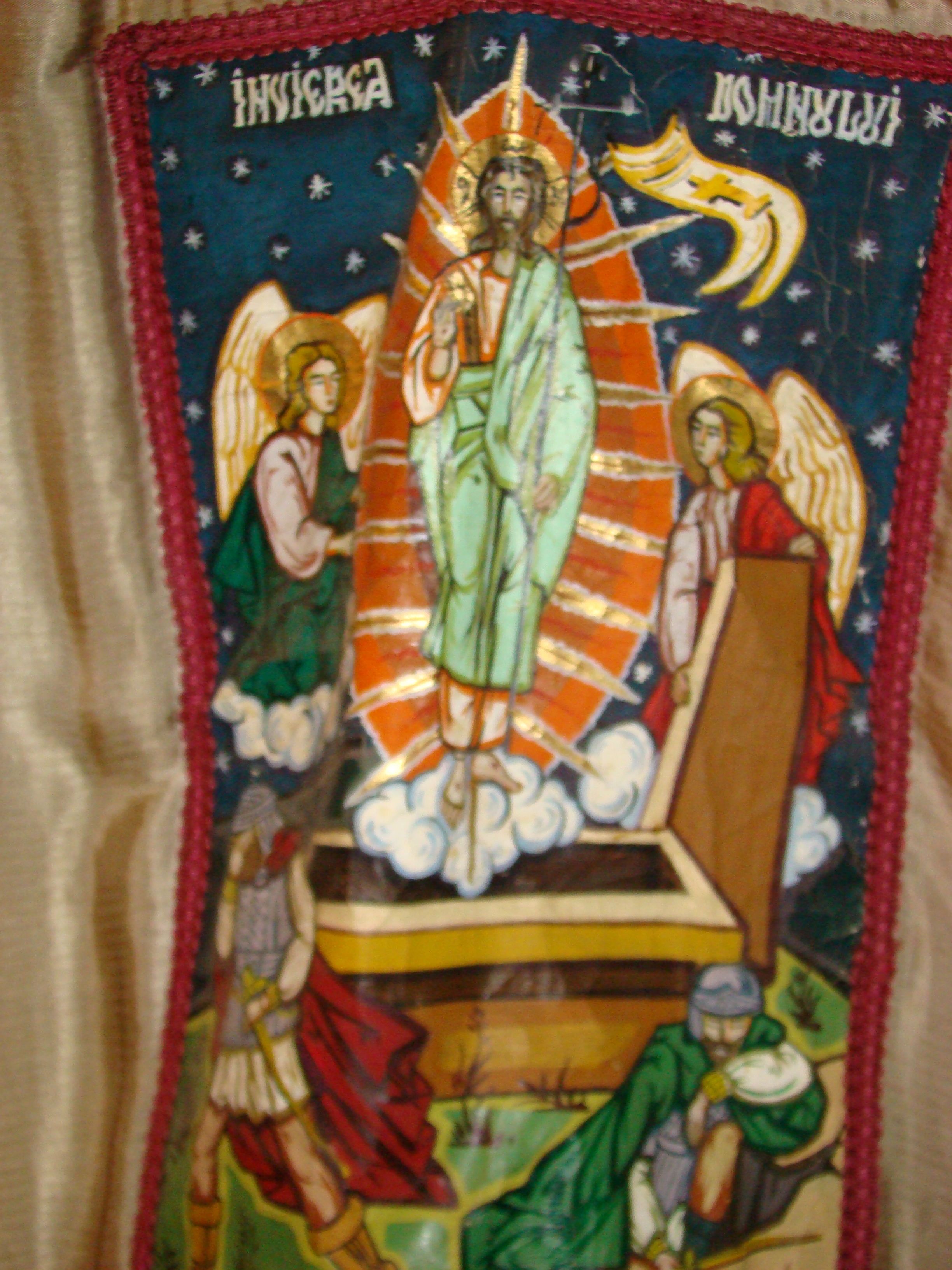
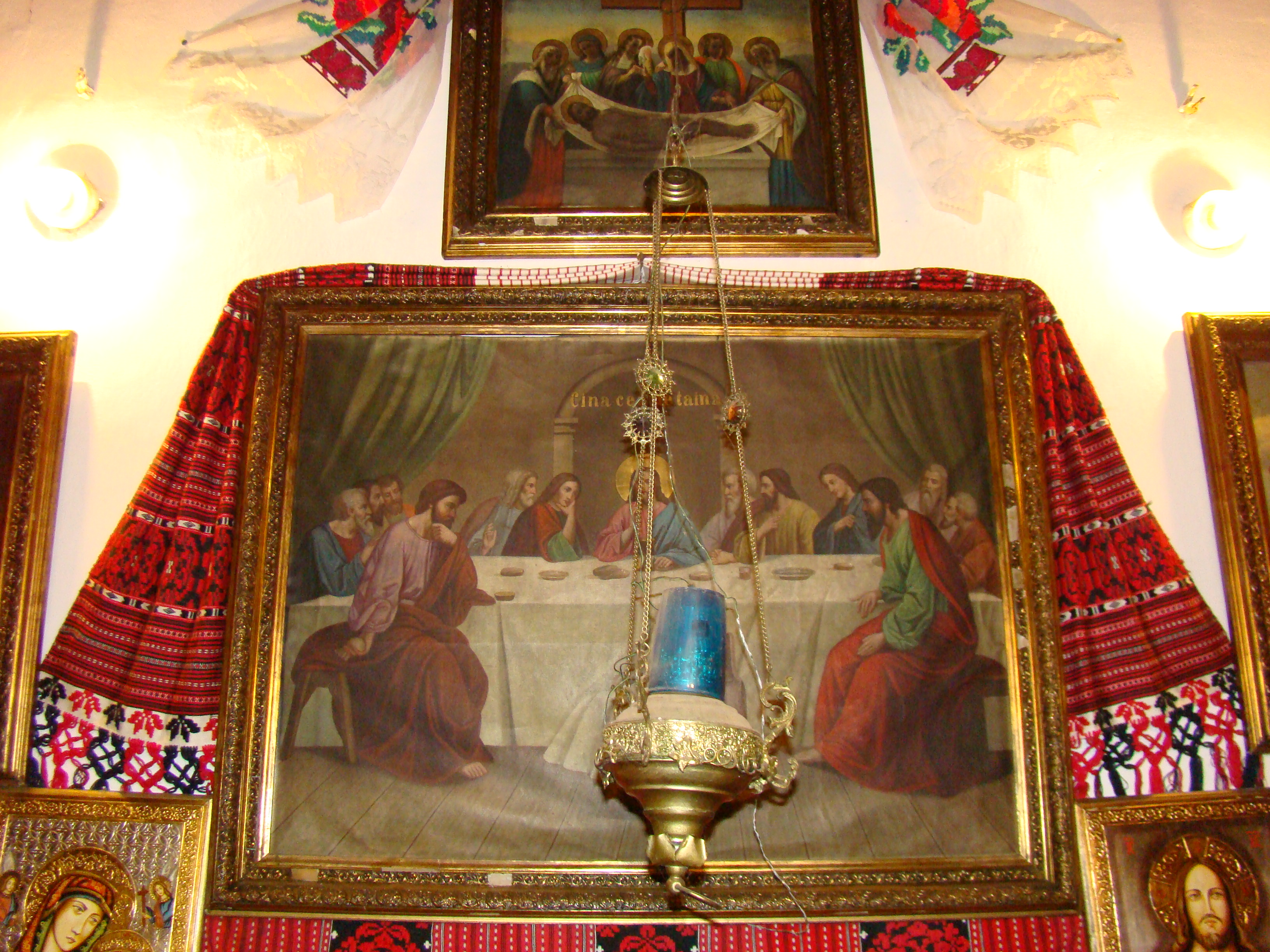
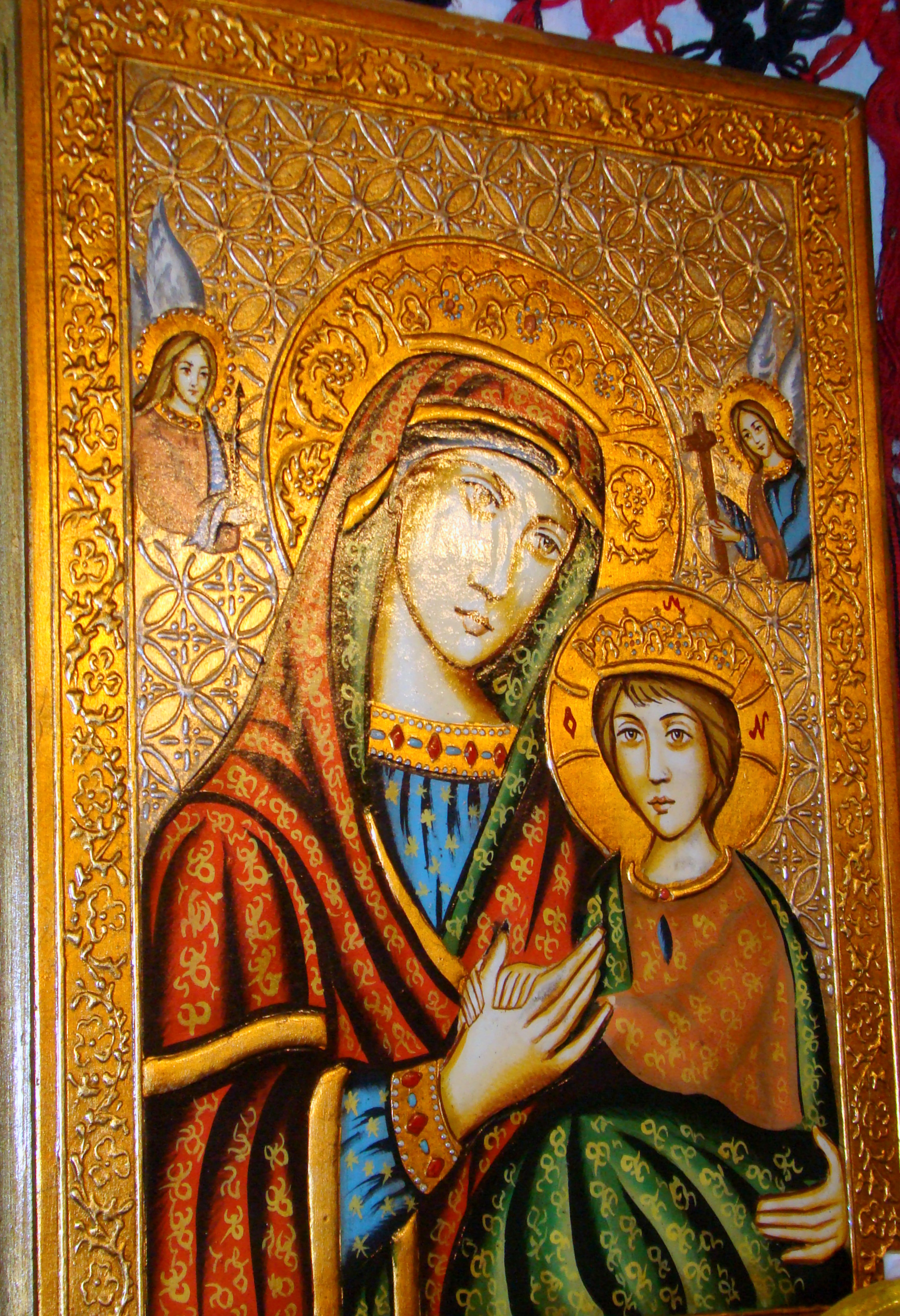
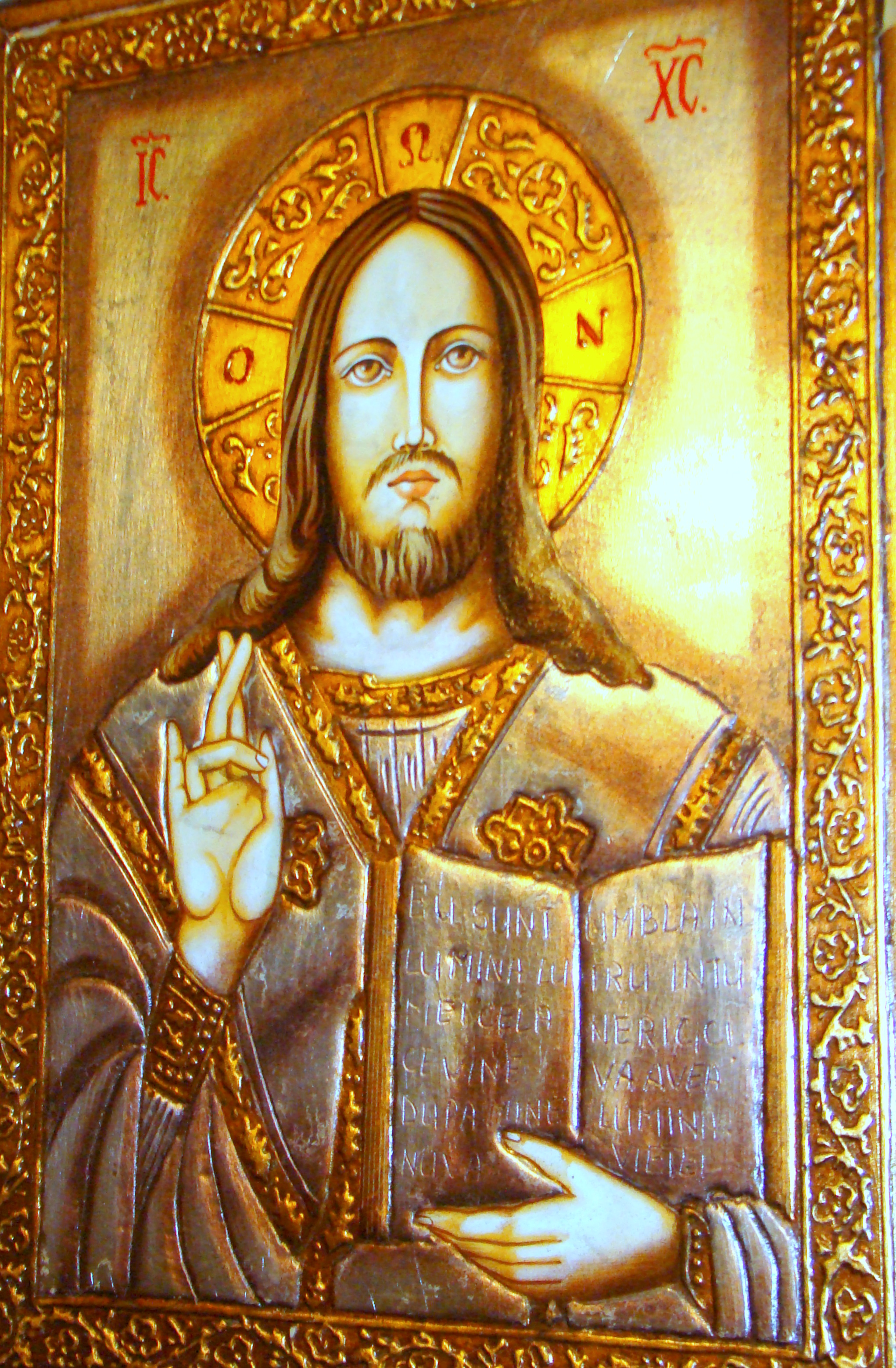
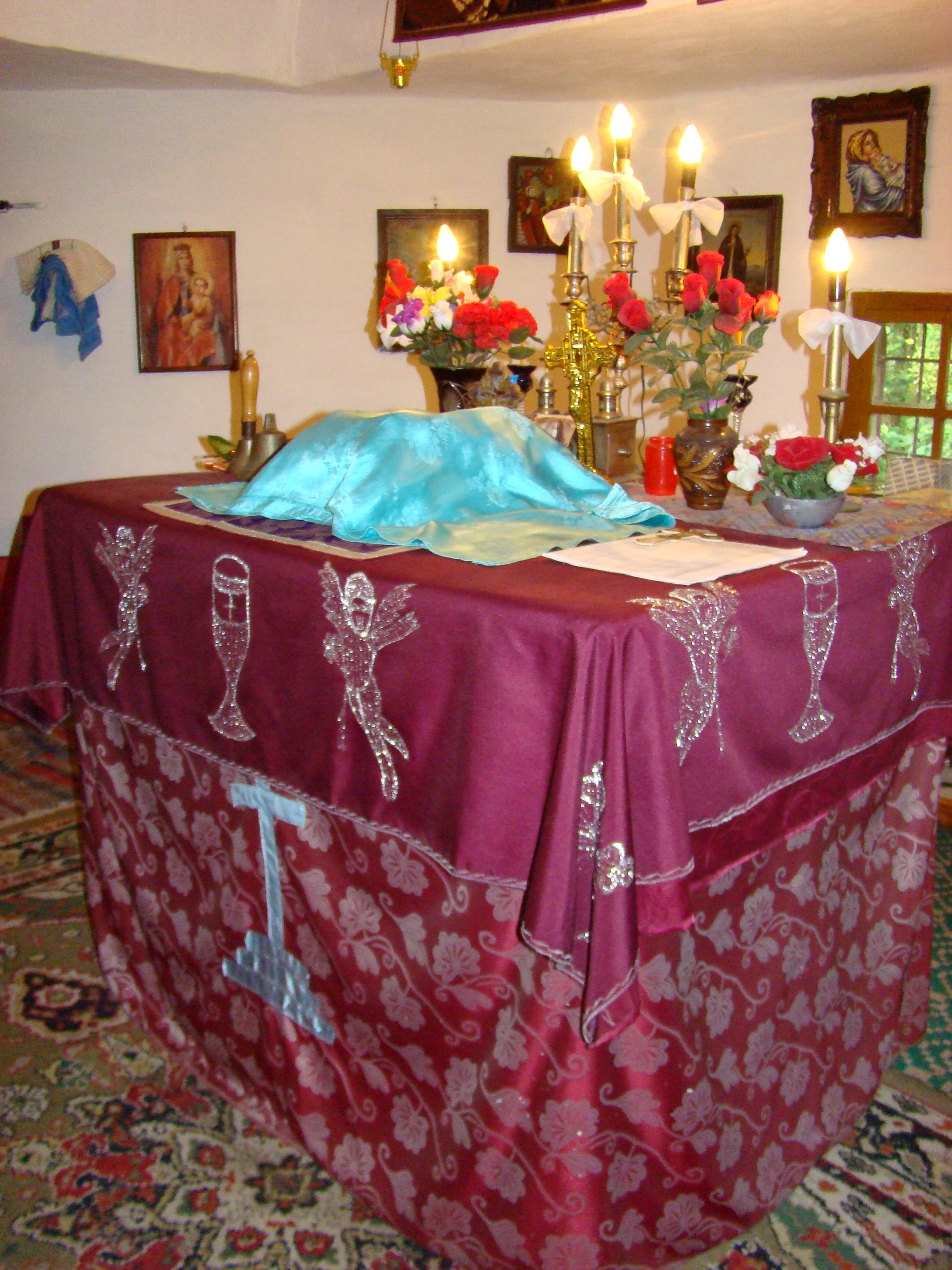